# Rutherford (Tennessee)
Rutherford é uma cidade  localizada no estado norte-americano de Tennessee, no Condado de Gibson.

## Demografia
Segundo o censo norte-americano de 2000, a sua população era de 1272 habitantes.
Em 2006, foi estimada uma população de 1240, um decréscimo de 32 (-2.5%).

## Geografia
De acordo com o United States Census Bureau tem uma área de
5,8 km², dos quais 5,8 km² cobertos por terra e 0,0 km² cobertos por água. Rutherford localiza-se a aproximadamente 107 m acima do nível do mar.

## Localidades na vizinhança
O diagrama seguinte representa as localidades num raio de 20 km ao redor de Rutherford.